# Ralf Zumdick
Ralf Zumdick (ur. 10 maja 1958 w Münsterze), niemiecki piłkarz, bramkarz grający przez większość kariery w barwach VfL Bochum. Po zakończeniu kariery został trenerem. Od 2010 roku prowadzi klub Gençlerbirliği SK.

## Kariera

### Jako piłkarz
Zaczynał karierę w rodzinnym mieście w barwach Preußen Münster, zanim w 1981 roku trafił do VfL Bochum. Od tamtego roku był podstawowym bramkarzem drużyny, broniąc dostępu do bramki aż do 1995 roku. W 1988 dotarł do finału Pucharu RFN, w którym jednak jego drużyna przegrała z Eintrachtem Frankfurt.

### Jako trener
W 1995 roku Zumdick zakończył karierę i zajął się szkoleniem młodzieży w VfL Bochum. W 1999 roku został pierwszym trenerem tego klubu, wprowadzając drużynę do Bundesligi, jednak już w przerwie zimowej kolejnego sezonu został zwolniony po tym, jak Bochum plasowało się na ostatnim miejscu w tabeli. Później prowadził Asante Kotoko z Ghany a także reprezentację tego kraju. Po powrocie do Niemiec został asystentem Thomasa Dolla najpierw w Hamburger SV a następnie w Borussii Dortmund. Od 2009 roku pracuje w Gençlerbirliği SK, najpierw jako asystent, a od 2010 jako samodzielny trener.